# Zajta
Zajta is een plaats (község) en gemeente in het Hongaarse comitaat Szabolcs-Szatmár-Bereg. Zajta telt 442 inwoners (2001).